# Jan Massalski (powstaniec styczniowy)
Jan Massalski herbu własnego (ur. 23 października lub 24 grudnia 1844 w Mińsku Litewskim, zm. 19 sierpnia 1932 w Poznaniu) – powstaniec styczniowy, kawaler Orderu Virtuti Militari.

## Życiorys
Pochodził z rodziny książęcej Massalskich. Był synem Karola Henryka Wincentego (trzech imion) i Magdaleny z Nowosielskich.
Brał udział w powstaniu styczniowym 1863. Po odzyskaniu przez Polskę niepodległości (1918) w okresie II Rzeczypospolitej został awansowany do stopnia podporucznika weterana Wojska Polskiego.
Był trzykrotnie żonaty. Został pochowany w kwaterze powstańców styczniowych Cmentarza Garnizonowego w poznańskiej Cytadeli.

## Odznaczenia i ordery
- Krzyż Srebrny Orderu Wojskowego Virtuti Militari nr 4304 – 1921[3]
- Krzyż Niepodległości z Mieczami – 8 listopada 1930 „za pracę w dziele odzyskania niepodległości"[4]
- Order Odrodzenia Polski
- Krzyż Walecznych – czterokrotnie[5]